# Roberto Mozzini
Roberto Mozzini (Sustinente, 22 ottobre 1951) è un ex calciatore italiano, di ruolo difensore.

## Carriera

### Giocatore

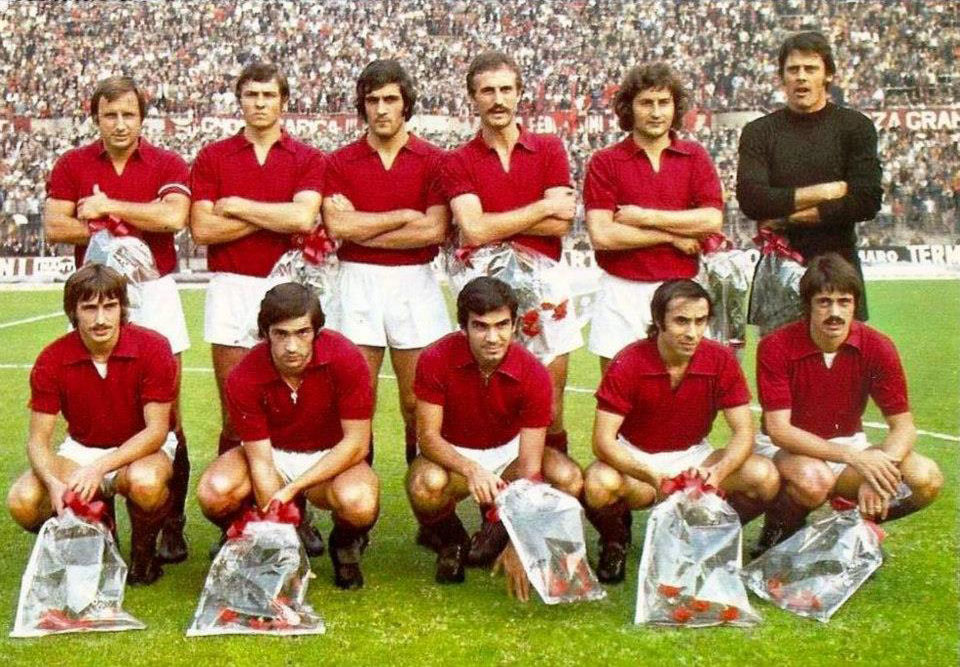
Mozzini (in piedi, secondo da sinistra) nel Torino 1972-1973

Difensore centrale, ha vinto due scudetti. Il primo tricolore arrivò nella stagione 1975-1976 con il Torino, club in cui militò per gran parte della carriera, e il secondo nell'annata 1979-1980 con l'Inter; nell'ultimo caso, proprio l'unica sua rete segnata in nerazzurro, contro la Roma, fu decisiva per la certezza aritmetica del primo posto:
(Enrico Ameri a Tutto il calcio minuto per minuto, 27 aprile 1980)
Con la squadra nerazzurra raggiunse anche, nella stagione seguente, le semifinali della Coppa dei Campioni, dove venne eliminata dal Real Madrid. Dopo un anno al Bologna, a metà anni 80 chiuse la carriera nelle serie minori con le maglie di Fano e Rondinella Marzocco.
Conta inoltre 6 presenze in nazionale, dove esordì nel 1976, vestendo in precedenza le divise dell'Italia B e, ancor prima, dell'Under-21.

### Dopo il ritiro
Dopo aver collaborato con diverse società professionistiche, Mozzini allena diverse squadre della Polisportiva Falk. Dalla stagione 2013-2014 è passato al settore giovanile dell'Arcetana. Nel 2014-2015 è passato ad allenare la Tricolore Reggiana.

## Statistiche

### Presenze e reti nei club
| Stagione        | Squadra         | Campionato      | Campionato | Campionato | Coppe nazionali | Coppe nazionali | Coppe nazionali | Coppe continentali | Coppe continentali | Coppe continentali | Altre coppe | Altre coppe | Altre coppe | Totale | Totale |
| Stagione        | Squadra         | Comp            | Pres       | Reti       | Comp            | Pres            | Reti            | Comp               | Pres               | Reti               | Comp        | Pres        | Reti        | Pres   | Reti   |
| --------------- | --------------- | --------------- | ---------- | ---------- | --------------- | --------------- | --------------- | ------------------ | ------------------ | ------------------ | ----------- | ----------- | ----------- | ------ | ------ |
| 1971-1972       | Torino          | A               | 15         | 0          | CI              | 4               | 0               | CdC                | 3                  | 0                  | -           | -           | -           | 22     | 0      |
| 1972-1973       | Torino          | A               | 25         | 0          | CI              | 3               | 0               | CU                 | 2                  | 0                  | -           | -           | -           | 30     | 0      |
| 1973-1974       | Torino          | A               | 14         | 1          | CI              | 4               | 1               | CU                 | 2                  | 0                  | -           | -           | -           | 20     | 2      |
| 1974-1975       | Torino          | A               | 24         | 1          | CI              | 7               | 1               | -                  | -                  | -                  | -           | -           | -           | 31     | 2      |
| 1975-1976       | Torino          | A               | 28         | 0          | CI              | 4               | 1               | -                  | -                  | -                  | -           | -           | -           | 32     | 1      |
| 1976-1977       | Torino          | A               | 27         | 1          | CI              | 4               | 0               | CC                 | 4                  | 1                  | -           | -           | -           | 35     | 2      |
| 1977-1978       | Torino          | A               | 22         | 2          | CI              | 9               | 1               | CU                 | 6                  | 0                  | -           | -           | -           | 37     | 3      |
| 1978-1979       | Torino          | A               | 24         | 0          | CI              | 2               | 1               | CU                 | 2                  | 0                  | -           | -           | -           | 28     | 1      |
| Totale Torino   | Totale Torino   | Totale Torino   | 179        | 5          |                 | 37              | 5               |                    | 19                 | 1                  |             | -           | -           | 235    | 11     |
| 1979-1980       | Inter           | A               | 22         | 1          | CI              | 5               | 0               | CU                 | 4                  | 0                  | -           | -           | -           | 31     | 1      |
| 1980-1981       | Inter           | A               | 18         | 0          | CI              | 3               | 0               | CC                 | 7                  | 0                  | -           | -           | -           | 28     | 0      |
| Totale Inter    | Totale Inter    | Totale Inter    | 40         | 1          |                 | 8               | 0               |                    | 11                 | 0                  |             | -           | -           | 59     | 1      |
| 1981-1982       | Bologna         | A               | 18         | 1          | CI              | 4               | 0               | -                  | -                  | -                  | -           | -           | -           | 22     | 1      |
| 1982-1983       | Fano            | C1              | 20         | 2          |                 | - 0             | -               | -                  | -                  | -                  | -           | -           | -           | 20     | 2      |
| Totale carriera | Totale carriera | Totale carriera | 257        | 9          |                 | 49              | 5               |                    | 30                 | 1                  |             | -           | -           | 336    | 15     |

### Cronologia presenze e reti in nazionale
| Cronologia completa delle presenze e delle reti in nazionale ― Italia | Cronologia completa delle presenze e delle reti in nazionale ― Italia | Cronologia completa delle presenze e delle reti in nazionale ― Italia | Cronologia completa delle presenze e delle reti in nazionale ― Italia | Cronologia completa delle presenze e delle reti in nazionale ― Italia | Cronologia completa delle presenze e delle reti in nazionale ― Italia | Cronologia completa delle presenze e delle reti in nazionale ― Italia | Cronologia completa delle presenze e delle reti in nazionale ― Italia |
| Data                                                                  | Città                                                                 | In casa                                                               | Risultato                                                             | Ospiti                                                                | Competizione                                                          | Reti                                                                  | Note                                                                  |
| --------------------------------------------------------------------- | --------------------------------------------------------------------- | --------------------------------------------------------------------- | --------------------------------------------------------------------- | --------------------------------------------------------------------- | --------------------------------------------------------------------- | --------------------------------------------------------------------- | --------------------------------------------------------------------- |
| 16-10-1976                                                            | Lussemburgo                                                           | Lussemburgo                                                           | 1 – 4                                                                 | Italia                                                                | Qual. Mondiali 1978                                                   | -                                                                     |                                                                       |
| 26-1-1977                                                             | Roma                                                                  | Italia                                                                | 2 – 1                                                                 | Belgio                                                                | Amichevole                                                            | -                                                                     |                                                                       |
| 8-6-1977                                                              | Helsinki                                                              | Finlandia                                                             | 0 – 3                                                                 | Italia                                                                | Qual. Mondiali 1978                                                   | -                                                                     |                                                                       |
| 8-10-1977                                                             | Berlino Ovest                                                         | Germania Ovest                                                        | 2 – 1                                                                 | Italia                                                                | Amichevole                                                            | -                                                                     |                                                                       |
| 15-10-1977                                                            | Torino                                                                | Italia                                                                | 6 – 1                                                                 | Finlandia                                                             | Qual. Mondiali 1978                                                   | -                                                                     |                                                                       |
| 16-11-1977                                                            | Londra                                                                | Inghilterra                                                           | 2 – 0                                                                 | Italia                                                                | Qual. Mondiali 1978                                                   | -                                                                     |                                                                       |
| Totale                                                                |                                                                       | Presenze                                                              | 6                                                                     |                                                                       | Reti                                                                  | 0                                                                     |                                                                       |

| Cronologia completa delle presenze e delle reti in nazionale ― Italia under 21 | Cronologia completa delle presenze e delle reti in nazionale ― Italia under 21 | Cronologia completa delle presenze e delle reti in nazionale ― Italia under 21 | Cronologia completa delle presenze e delle reti in nazionale ― Italia under 21 | Cronologia completa delle presenze e delle reti in nazionale ― Italia under 21 | Cronologia completa delle presenze e delle reti in nazionale ― Italia under 21 | Cronologia completa delle presenze e delle reti in nazionale ― Italia under 21 | Cronologia completa delle presenze e delle reti in nazionale ― Italia under 21 |
| Data                                                                           | Città                                                                          | In casa                                                                        | Risultato                                                                      | Ospiti                                                                         | Competizione                                                                   | Reti                                                                           | Note                                                                           |
| ------------------------------------------------------------------------------ | ------------------------------------------------------------------------------ | ------------------------------------------------------------------------------ | ------------------------------------------------------------------------------ | ------------------------------------------------------------------------------ | ------------------------------------------------------------------------------ | ------------------------------------------------------------------------------ | ------------------------------------------------------------------------------ |
| 15-12-1971                                                                     | Rovigno d'Istria                                                               | Italia                                                                         | 1 – 0                                                                          | Jugoslavia                                                                     | Amichevole                                                                     | -                                                                              |                                                                                |
| Totale                                                                         |                                                                                | Presenze                                                                       | 1                                                                              |                                                                                | Reti                                                                           | 0                                                                              |                                                                                |

## Palmarès

### Club
- Campionato italiano: 2

Torino: 1975-1976
Inter: 1979-1980